# هاني عبد اللطيف طلفاح التكريتي
هاني عبد اللطيف طلفاح التكريتي هو مسؤول أمني عراقي في فترة حكم صدام حسين وابن خاله، وهو ابن عم وزير الدفاع الأسبق عدنان خير الله ومرافقه، ولد عام 1962 في قرية العوجة قرب تكريت، وهي نفس مسقط رأس الرئيس العراقي الأسبق صدام حسين. كان يشغل منصب مسؤول الأمن في جهاز الأمن الخاص.
كان ضمن قائمة العراقيين المطلوبين لدى الولايات المتحدة عند احتلال العراق وتسلسله 7، تذكر بعض المصادر أنه ألقي القبض عليه في 20 حزيران 2004، لكن الحقيقة أنه ما يزال هاربا أو مفقودا.
في عام 2011، أصدرت المحكمة الجنائية العليا في العراق، حكماً ببراءته في قضية الانتفاضة الشعبانية لعدم كفاية الإدلة المقدمة ضده.
في عام 2017، أقر مجلس النواب العراقي قانونا ينص على مصادرة الأموال المنقولة وغير المنقولة لكل من صدام حسين وزوجاته وأولاده وأحفاده وأقربائه حتى الدرجة الثانية ووكلائهم ومصادرة أموال قائمة من 52 من أركان النظام السابق، كان من بينهم هاني عبد اللطيف طلفاح.